# 严忠范
严忠范（？—1275年4月12日），泰安州长清县人，元朝政治人物。严实的第四子。

## 生平
开始以世侯之子作为人质在忽必烈潜邸。1255年，加东平一万户。中统二年（1261年），他取代兄长严忠济为东平总管。参与平定李璮之乱。至元二年（1265年）担任兵刑部尚书，不久改任陕西四川行中书省，领兵攻打宋朝四川。至元九年（1272年），战役失利，逮入京师，被赦免。至元十二年（1275年），攻克建康府，出使南宋行在临安府。在独松关被宋将杀害。

## 延伸阅读
[在维基数据编辑]
 《新元史/卷137》，出自柯劭忞《新元史》